# ГАХАЛ
ГАХАЛ (івр. גח"ל — скорочення від гуш Херут Лібералім: івр. גוש חרות - ליברלים) — політичний блок ізраїльських партій: правої — Херут, на чолі з Менахемом Бегіном, та більшої частини Ліберальної партії. Був заснований 25 травня 1965 року, існував до об'єднання з іншими, дрібнішими партіями, у блок Лікуд 1973 року.

## Передісторія
Рух «Херу́т» був заснований у червні 1948 року членами «Ецела» (Іргун цваї леуммі) з метою перетворення «Ецел» з підпільної бойової організації на парламентську партію, що й відбулось, починаючи з жовтня 1948.
Засновником і першим лідером партії був Менахем Бегін; серед засновників «Херута» були доктор Йоханан Бадер, Еліяху Мерідор, Естер Разіель-Наор, Яків Мерідор , Еліяху Ланкін, Хаїм Ландау.
На виборах до Кнесету, що відбулись 25 січня 1949 року, рух «Херут» здобув 11,5 % голосів (14 мандатів).
Ліберальну партію Ізраїлю було створено 8 травня 1961 року в результаті злиття «Партії загальних сіоністів» і ліво-ліберальної «Прогресивної партії», що разом мали 14 місць у Кнесеті. Дострокові вибори було призначено на серпень 1961 року після того, як парламент ухвалив вотум недовіри уряду у зв'язку зі справою Лавона, поданим партіями «Загальних сіоністів» і «Херут».
На виборах до Кнесету 5-го скликання, що відбулись 15 серпня 1961 року, партія здобула 17 місць, стільки ж, як і партія «Херут» під керівництвом Менахема Бегіна. Загальна кількість мандатів від тих партій була другою за величиною після партії «Мапай» (42 місця) під керівництвом Давид Бен-Гуріона.
1965 року керівництво партій лібералів і «Херут» провело нараду з приводу можливого їх об'єднання. Сім її депутатів, в основному від колишньої «Прогресивної партії», на чолі з першим міністром юстиції Ізраїлю Пінхасом Розеном, не погодились з таким рішенням і створили 16 березня 1965 року нову партію «Незалежних лібералів». 25 травня того ж року решта членів Ліберальної партії об'єднались з «Херутом» у блок «ГАХАЛ» під керівництвом Бегіна, хоч обидві сторони продовжували функціонувати до завершення каденції Кнесету як незалежні фракції.

## Новий блок
На виборах до Кнесету 6-го скликання, що відбулись 1 листопада 1965 року, блок «ГАХАЛ» здобув 26 місць, значно поступившись блоку «Маарах» (партія «Мапай» та близька до неї політична партія «Ахдут ха-Авода»), який сумарно здобув 45 місць. Тим не менше, той результат став поворотним моментом в ізраїльській політиці, оскільки вперше з'явився блок, здатний сперечатись із гегемонією партії «Мапай». Тим більше, що до завершення каденції Кнесету шостого скликання представництво блоку «ГАХАЛ» збільшилось до 27 місць, що було лише на 7 місць менше, ніж у партії «Мапай», що скоротилось до 34-х після того, як від неї відкололась фракція з 8 депутатів на чолі з Бен-Гуріоном, утворивши партію «Рафі».
1967 року, перед Шестиденною війною, «ГАХАЛ» був запрошений до складу надзвичайного уряду національної єдності Леві Ешкола, а Бегін вперше став міністром без портфелю, іншим міністром без портфелю став Йосеф Сапір.
Після виборів 1969 року «ГАХАЛ» знову здобув 26 мандатів у Кнесеті та отримав представництво в уряді Голди Меїр, здобувши 6 міністерських портфелі, однак 1970 року блок вийшов з уряду на знак протесту проти прийняття американського плану Роджерса, що містив територіальні поступки з боку Ізраїлю.
Перед виборами до Кнесету 8-го скликання до блоку «ГАХАЛ» приєднався легендарний генерал Аріель Шарон, який демобілізувався з армії після війни Судного дня. За його ініціативою блок об'єднався з кількома малими партіями, включаючи «Мерказ Хофші», «Решіма Мамлахтіт» та групою з руху «Ерец Ісраель ха-Шлема», сформувавши тим самим блок Лікуд. На виборах, що відбулись 31 грудня 1973 року, новий блок здобув 39 мандатів, поступившись «МААРАХу» 12 місцями у Кнесеті.
Наступні вибори до Кнесету (17 травня 1977) відбувались під знаком невдоволення суспільства перебігом війни Судного Дня та правлінням партії «МАПАЙ» в цілому, й уряду Іцхака Рабина (1974-1977), зокрема. В результаті стався «переворот», коли вперше в ізраїльській політиці партія «МАПАЙ» втратила владу, поступившись 11 мандатами Лікуду, який здобув 43 місця, а Бегін з лідера опозиції перетворився на прем'єр-міністра.